# Karen McDougal
Karen McDougal, född 23 mars 1971 i Merrillville i Indiana, är en amerikansk fotomodell och skådespelare. Hon var Playboys Playmate of the Month i december 1997 och Playmate of the Year 1998.